# Margarina

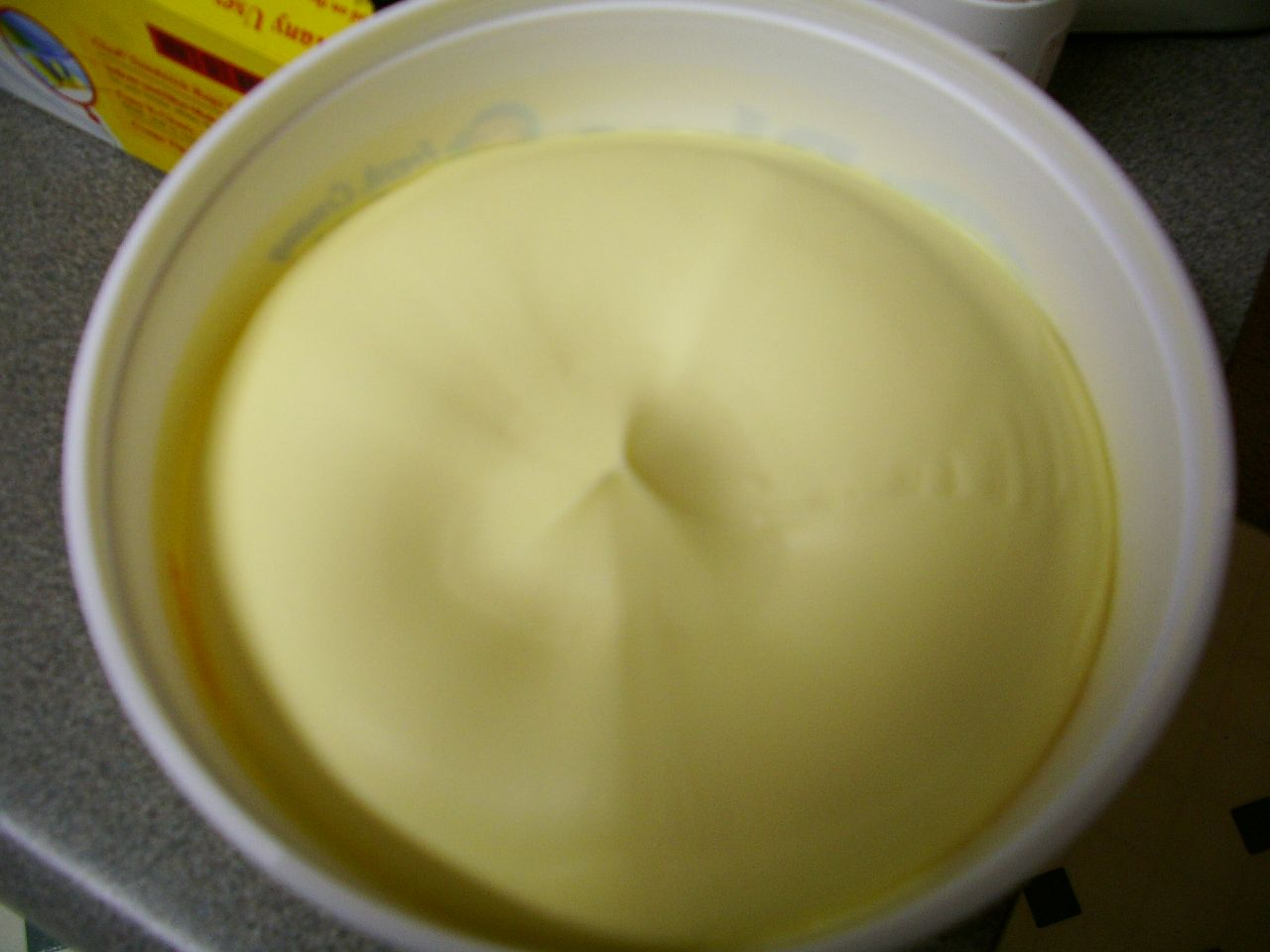
Margarina em um pote

Margarina é termo genérico para identificar gorduras alimentares de origem vegetal usadas em substituição da manteiga.
O seu nome deriva da descoberta do "ácido margárico" por Michel Eugène Chevreul, em 1813, que pensou ter descoberto um dos três ácidos gordos que formavam as gorduras animais, mas, em 1853, descobriu-se que aquele ácido era apenas uma combinação de ácido esteárico e ácido palmítico.
Em 1860, o imperador Napoleão III da França ofereceu uma recompensa a quem conseguisse encontrar um substituto satisfatório e mais barato para a manteiga, para as classes sociais baixas e para o exército. Então, em 1869 , o químico Hippolyte Mège-Mouriés inventou uma substância a que chamou oleomargarina (mais tarde margarina), que preparou com gordura de vaca, à qual extraía a porção líquida sob pressão e depois deixando-a solidificar; em combinação com butirina e água resulta substituto para a manteiga, com sabor similar.
A denominação da palavra margarina advém do grego μαργαρον (margaron) que significa pérola (em virtude do aspecto perolado apresentado pela nova invenção). Com o surgimento da hidrogenação e, por meio de várias pesquisas e do avanço tecnológico, o produto passou a ser fabricado em larga escala. Hoje, no Brasil, a margarina é classificada como uma emulsão de água em óleos (as gotículas de água são distribuídas na fase oleosa).

## Produção
Atualmente, a margarina é produzida a partir uma grande variedade de óleos vegetais, ou por hidrogenação, ou por interesterificação, geralmente misturadas sal, água e emulsionantes.
Pelo processo de hidrogenação, converte-se as gorduras poliinsaturadas contidas nos óleos vegetais em gorduras saturadas. Quando a hidrogenação é incompleta,  parte da gordura poliinsaturada se transforma gordura monoinsaturada com os hidrogênios antes e depois da instauração em posições opostas (trans) da cadeia alquílica ( gordura trans), conferindo-lhe também rigidez semelhante à gordura saturada.
Atualmente, a maioria das marcas de margarina de hoje em dia não passam pelo processo de hidrogenação, mas interesterificação. Neste processo, mantêm-se as cadeias esterificadas poliinsaturadas e saturadas na gordura (triacilglicerídeo), mas há uma troca das insaturações, de forma que a cadeia poliisaturada fique no meio da outras duas cadeias saturadas, conferindo-lhe ridigez à emulsão, que se transforma num gel (dispersão coloidal de água líquida na fase sólida oleosa). Ao ser consumido, a gordura (triacilglicerídeo) é quebrada por lipases na digestão, e os ácidos graxos resultantes são a mesma proporção de saturados e poliinsaturados original do óleo vegetal interesterificado, tendo uma quantidade relativa de gordura saturada menor que a manteiga, e também maior quantidade relativa de gordura poliinsaturada.
Atualmente, o processo de produção da margarina já não passa pela fase de hidrogenação na maioria das marcas e por isso não contém gorduras trans. De acordo com a legislação em vigor, tanto margarina como a manteiga podem receber, além de sal, vários outros componentes como aditivo alimentar, dentre os quais corantes, espessantes, emulsificantes, flavorizantes, acidulantes, umectantes, aromatizantes e estabilizantes. Também podem receber vitaminas e outras gorduras, como a ômega 3.

### Fabricação

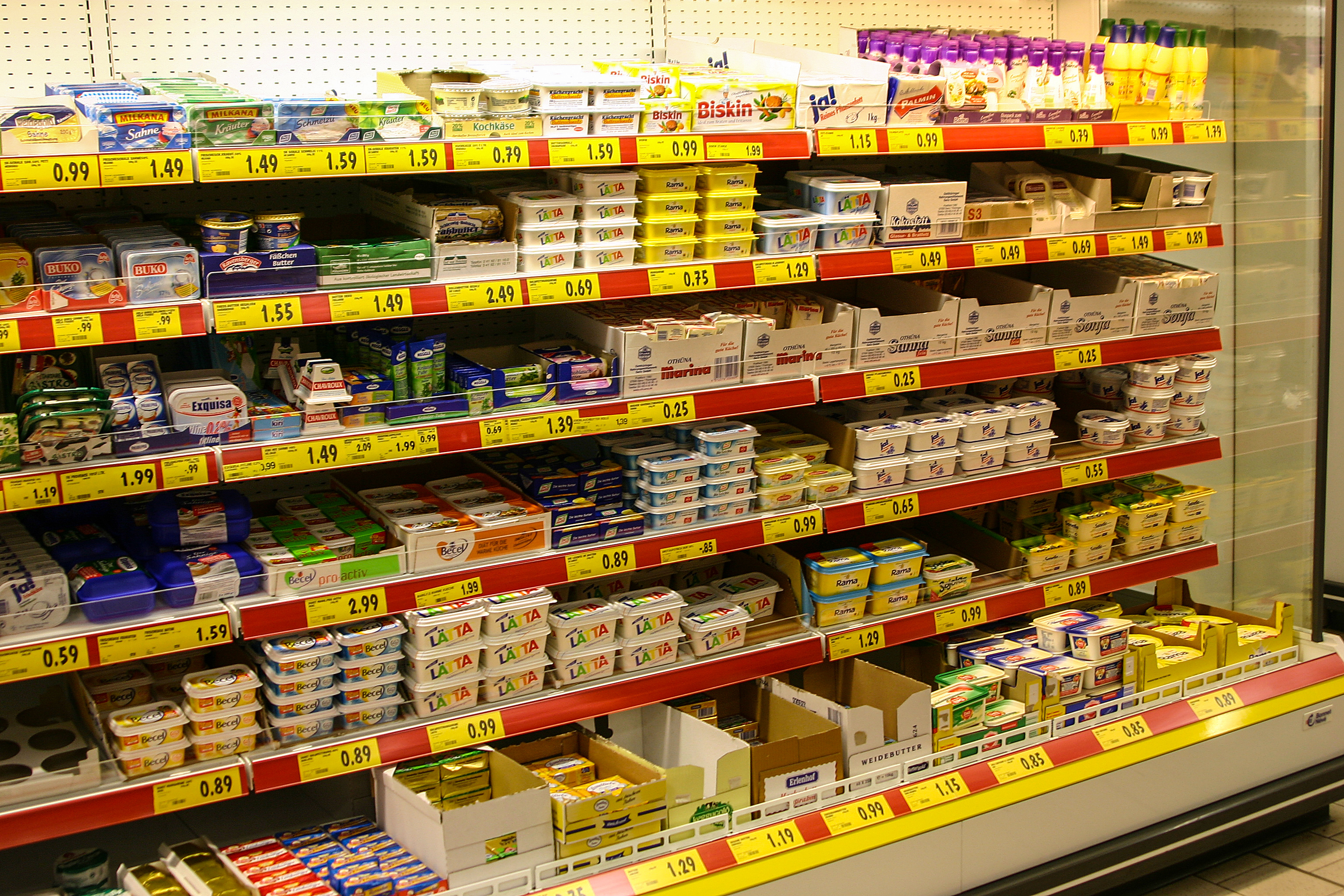
Prateleiras de um mercado contendo várias marcas de manteiga e de margarina

A fabricação do produto tem início na seleção de óleos vegetais líquidos e hidrogenados que podem ser de dendê, soja, semente de algodão, amendoim, milho ou girassol. Os outros componentes são a água e o leite em pó desnatado, o sal refinado, emulsificante e corante.
As etapas do processo de fabricação são as seguintes:
1- A fase oleosa é a preparação dos óleos desde seu estado cru, onde a neutralização visa separar e retirar os ácidos gordos livres. Logo após é realizada a filtragem e branqueamento, onde resíduos que permanecem na etapa anterior são retirados.
2- A seguir, os óleos são submetidos à desodorização, retirando-se quaisquer resquícios de odor e sabor. Uma pequena parte dos óleos é hidrogenada (nota: nem todas as margarinas passam pelo processo de hidrogenação, portanto, nem todas as margarinas possuem gorduras trans, sendo estas mais saudáveis do que as margarinas hidrogenadas). Todas as etapas fazem parte do processo de refino dos óleos. Aqui são adicionados os ingredientes solúveis em óleo (corante, vitamina e emulsificante).
3- Na fase aquosa são adicionados o leite desnatado pasteurizado, o sal e outros componentes solúveis em água.
4- Com a conclusão destas duas fases é feita a mistura de ambas e, por meio do seu batimento e resfriamento, forma-se uma emulsão cremosa, que é adicionada nas embalagens plásticas de 250 g, 500g e 1 kg.

### Legislação brasileira
A legislação brasileira diferencia essa categoria de produtos em duas categorias, a margarina em si e o creme vegetal.
- De acordo com a Portaria n°372, de 4 de setembro de 1997 da Departamento de Inspeção de Produtos de Origem Animal (DIPOA), do Ministério da Agricultura, Entende-se por margarina o produto gorduroso em emulsão estável com leite ou seus constituintes ou derivados, e outros ingredientes, destinados à alimentação humana com cheiro e sabor característico. A gordura láctea, quando presente, não deverá exceder a 3% m/m do teor de lipídios totais.[1]
- De acordo com a Portaria 193 da Agência Nacional de Vigilância Sanitária (ANVISA), creme vegetal é o alimento em forma de emulsão plástica, cremoso ou líquido, do tipo água/óleo, produzido a partir de óleos e/ou gorduras vegetais comestíveis, água e outros ingredientes, contendo, no máximo, 95% (m/m) e, no mínimo, 10% (m/m) de lipídios totais.[2]

## Diferenças entre margarina e manteiga
As primeiras margarinas eram oriundas da hidrogenação de óleos vegetais (quando a gordura é parcialmente hidrogenada gerando gordura saturada e resíduos de gordura trans ). Atualmente as margarinas são produzudas por interesterificação de óleos vegetais, mantendo a composição dos ácidos graxos insaturados (gorduras mono e poliinsaturadas).É, portanto, um produto de origem vegetal e em geral é rica em ácidos graxos poli e monoinsaturados.
A manteiga é um produto de origem animal, portanto, oriunda da gelificação da nata do leite, tendo na sua composição predominantemente gorduras saturadas. 

### Controvérsia
Durante muito a margarina era referida como menos mais saudável que a manteiga pois continha uma maior proporção de gorduras trans que a manteiga, produzidas na hidrogenação parcial, e vários estudos demonstraram que existe uma relação entre as dietas altas em gorduras trans e as doenças do coração, concluindo-se que a margarina é pior em termos de nutrição que a manteiga. No entanto, as atuais margarinas produzidas por interesterificação não produz gordura trans e mantém a composição química dos ácidos graxos mono e poliinsaturados, tendo uma quantidade menor que gorduras saturadas que a manteiga. 
No entanto, consumidas em quantidades moderadas, tanto a margarina quanto a manteiga não elevam o risco de desenvolvimento de doenças cardiovasculares. Margarina produzida por interesterificação  não necessita de hidrogenação, sendo livre de gorduras trans.